# 26851 Sarapul
A 26851 Sarapul (ideiglenes jelöléssel 1992 OV5) a Naprendszer kisbolygóövében található aszteroida. Eric Walter Elst fedezte fel 1992. július 30-án.
Nevét az orosz Szarapul város után kapta.